# Tony Hawk’s Downhill Jam
Tony Hawk’s Downhill Jam ist ein Skateboarding-Videospiel und ein Ableger der Tony-Hawk’s-Serie.
Die Versionen für Game Boy Advance (GBA) und Nintendo DS (NDS) wurden in den USA am 24. Oktober 2006 veröffentlicht. Die Wii-Version stand zum Verkaufsstart des Systems bereit und die Portierung für die PlayStation 2 erschien am 7. Juni 2007.

## Entwicklung
Die Wii-Version von Downhill Jam wurde von Toys for Bob entwickelt, die PS2-Version von SuperVillain Studios. Toys for Bob entwickelte bereits zuvor das 2003 erschienene Skateboard-Spiel Disney’s Extreme Skate Adventure.
Die Nintendo-DS- und Game-Boy-Advance-Versionen wurden von Vicarious Visions entwickelt – demselben Team, das auch bereits die Vorgänger-Teile der Serie für Game Boy Advance und auch, im Falle von Tony Hawk’s American Sk8land, Nintendo DS adaptiert hat.

## Spielprinzip und Steuerung
In Tony Hawk’s Downhill Jam bilden sogenannte Downhill-Rennen das Kernelement des Spiels. Damit ergeben sich mehr Ähnlichkeiten zu Spielen wie SSX von Electronic Arts als mit Vorgängern aus der Tony-Hawk’s-Serie.
Durch erfolgreich abgeschlossene Tricks erhöht sich die Geschwindigkeit der Skater.

### Wii-Version
In der Wii-Version können bis zu vier Spieler miteinander spielen. Die Besonderheit an Downhill Jam für die Wii ist, dass die Lenkung der Skater ausschließlich per Bewegungssensoren abläuft, ohne dass Knöpfe betätigt werden müssen. Die Wii-Fernbedienung wird dabei um 90° gedreht gehalten (ähnlich dem NES-Controller) und die Knöpfe dienen in Kombination mit dem Steuerkreuz dazu, Tricks auszuführen.

### PS2-Version
Die PS2-Version hat die klassische Steuerung per DualShock 2. Sie beinhaltet auch neue Skater.

### Nintendo-DS-Version
Auf dem Nintendo DS können bis zu vier Spieler über die Nintendo Wi-Fi Connection miteinander spielen.

## Soundtrack
Die Lieder der Wii- und DS-Versionen:
| - Anti-Flag – "Press Corpse" - Bad Brains – "Don't Bother Me" - Charizma – "Here's A Smirk" - Damone – "Out Here All Night" - Dead to Me – "By the Throat" - Descendents – "Myage" - Escape the Fate – "Reverse This Curse" - Excel – "Drive" - Good Riddance – "Texas" - Iron Maiden – "Different World" - Jadox – "Cause and Effect" - Lagwagon – "Heartbreaking Music" - Left Alone – "Dead American Radio" - Lupe Fiasco – "Kick, Push" - Ministry – "Palestina" - Motörhead – "Motörhead" - OSI – "OSI" - Photo Atlas – "Handshake Heart Attack" - Priestess – "No Real Pain" - Prototype – "Synthespian" | - Public Enemy – "She Watch Channel Zero?!" - Razed in Black – "Visions" - Sahara Hotnights – "Hot Night Crash" - Skunk Anansie – "Fool" - Sol Asunder – "Mislead" - stellastarr* – "Jenny" - Strike Anywhere – "The Promise" - The Autumn Offering – "Embrace The Gutter" - The Bouncing Souls – "The Gold Song" - The Bronx – "Oceans Of Class" - The Dirty Heads – "Morning Light" - The Futureheads – "Yes/No" - The Loved Ones – "Suture Self" - The Golden Gods – "Even I Don't Know" - The One & Only Typicals – "Accelerator" - TheStart – "Shakedown" - Thursday – "At This Velocity" - Time Again – "Broken Bodies" - White Zombie – "More Human Than Human" - Wildchild – "Code Red" |